# 김기택 (시인)
김기택(1957년 11월 6일~)은 대한민국의 시인이다. 짬짬이 동시를 썼고 동화를 번역해 펴내기도 한다.

## 이력
경기도 안양시에서 태어나 중앙대학교 영문과를 졸업했다. 경희대학교대학원 국문과 박사.
1989년 《한국일보》 신춘문예에 시 〈가뭄〉과 〈꼽추〉가 당선되어 문단에 나왔다. 1995년 제14회 김수영 문학상, 2001년 제46회 현대문학상, 2004년 제11회 이수문학상, 2004년 제4회 미당문학상, 2006년 제6회 지훈문학상, 2009년상화시인상을 탔다.
2007년에 ‘대산-UC 버클리 한국작가 레지던스 프로그램’참가 작가로 3개월 동안 미국에서 활동하고 돌아왔다.

## 저서
- 《시와 몸과 그림 -이상과 서정주의 몸시 그리고 그림》(뿔)
- 동시집《방귀》(비룡소,2007)
- 그림책《꼬부랑 꼬부랑 할머니》(비룡소,2008)
- 그림책《소가 된 게으름뱅이》(비룡소,2011)
- 그림책글다듬다《징비록》(전3권)(알마,2013)

### 시집
- 《태아의 잠》(문학과지성사, 1992)
- 《바늘구멍 속의 폭풍》(문학과지성사, 1994)
- 《사무원》(창작과비평사, 1999) ISBN 89-364-2185-9
- 《소》(문학과지성사, 2005) ISBN 89-320-1567-8
- 《껌》(창작과비평사, 2009)
- 《갈라진다 갈라진다》(문학과지성사, 2012)
- 《EL CHICLE》(멕시코,bonobos,2012)(스페인어 번역시집)

### 번역서
- 《하멜른의 피리 부는 사나이》(시공주니어, 1995)
- 《고양이 폭풍》(비룡소, 2003)
- 《내가 가장 슬플 때》(비룡소, 2004)
- 《로켓을 타고 간 토끼》(비룡소, 2004)
- 《숲 속에서》(비룡소, 2004)
- 《행복한 한스》(비룡소, 2004)
- 《똑똑한 고양이》(마루벌, 2005)
- 《세상 모든 것을 담은 핫도그 /셀 실버스타인》(살림출판사, 2012)
- 《내가 하늘로 떨어진다면 /셀 실버스타인》(비룡소, 2012)

## 같이 보기
- 한국 문학
- 한국어 시인 목록

## 참고 자료
- 이종찬 (2005년 3월 8일). “"내 몸은 나 몰래 떨고 있다"”. 오마이뉴스. 2008년 9월 5일에 확인함.
- 김기택이 쓴 시 창작에 대한 글[깨진 링크(과거 내용 찾기)]